# Matabeleland North
Matabeleland North (norra Matabeleland) är en av tio provinser i Zimbabwe. Den täcker en yta på 75 025 km² och har ett invånarantal på 700 000 människor (2002). Provinshuvudstaden är Lupane.
Den är indelad i sju stycken distrikt, Binga, Bubi, Hwange, Lupane, Nkayi, Tsholotsho och Umguza.